# Jarret
Jarret é uma comuna francesa na região administrativa de Occitânia, no departamento dos Altos Pirenéus. Estende-se por uma área de 4,44 km². Em 2010 a comuna tinha 321 habitantes (densidade: 72,3 hab./km²).